# The Dawn of the Witch
The Dawn of the Witch (魔法使い黎明期, Mahōtsukai reimeiki) est une série de light novel fantasy écrite par Kakeru Kobashiri et illustrée par Takashi Iwasaki. L'histoire se déroule à la suite de celle de Grimoire of Zero, avec des personnages différents. Six volumes ont été édités par Kōdansha au 1er juillet 2022 sous le label Kōdansha Ranobe Bunko. Une adaptation en manga dessinée par Tatsuwo est sérialisée dans le magazine de prépublication Monthly Shōnen Sirius depuis juillet 2019. Elle est compilée en cinq volumes tankōbon au 7 avril 2022. Une série d'animation produite par Tezuka Productions est diffusée entre avril et juillet 2022. En France, la diffusion est assurée par Crunchyroll.

## Synopsis
L'histoire commence alors que la guerre de cinq siècles entre l'Église et les sorcières a pris fin. Seville, un étudiant de l'Académie royale de magie du royaume de Wenias, part en voyage vers le sud du continent où subsistent des insurgés anti-magie.
En sa compagnie, la sorcière de l'aube, Roux Cristasse, qui cherche la connaissance interdite de la magie primitive dans le « Grimoire of Zero », la fille de génie Holtz et Kudd, un individu au corps de lézard.

## Personnages
Saybil (セービル, Sēbiru)
Voix japonaise : Shūichirō Umeda, voix française : Adrien Solis
Un jeune garçon amnésique, étudiant de l'Académie royale de magie de Wenias. Il a beaucoup de mana en lui, mais n'arrive pas à bien le contrôler et, de fait, il lui est très difficile d'utiliser la magie par lui-même. Ainsi, il préfère distribuer son mana aux autres. C'est un jeune homme en apparence inexpressif, mais toujours prêt à rendre service, y compris aux dépens de sa propre sécurité. Il est révélé qu'il est le fils de Treize et le neveu de Zéro. Ayant autrefois tué une sorcière qui essayait de lui voler son mana après avoir tué sa mère, il s'est ensuite senti coupable au point que Zéro a dû effacer sa mémoire pour lui permettre de continuer de vivre. 
Loux Krystas (ロー・クリスタス, Rō Kurisutasu)
Voix japonaise : Miho Okasaki, voix française : Cindy Lemineur
Une sorcière de 300 ans, mais au physique et au comportement enfantin. Son surnom est "la sorcière de l'aube". À la suite d'un pacte avec Loudenz, un bâton magique dévoreur de sorcières, elle est devenue immortelle et voyage partout par distraction. C'est pour rencontrer Zéro qu'elle a accepté d'accompagner les élèves dans leur voyage. Elle s'est ensuite attachée à eux et devient une sorte de tutrice. 
Holt (ホルト, Horuto)
Voix japonaise : Sayumi Suzushiro, voix française : Karl-Line Heller
Une apprentie sorcière qui possède en elle une part d'âme de Bestian : Elle a des cornes de cervidé sur la tête, qu'elle cache sous un béret. Elle est considérée comme la meilleure élève de l'académie et se montre toujours gentille et serviable, mais cache un secret. Au cours de son enfance, elle fut convaincue par l'Eglise qu'elle était souillée par l'âme d'un démon et les prêtres se servirent de cela pour la manipuler et la placer en tant qu'espionne dans l'académie. Au cours de ses études, elle finit par apprendre la vérité sur sa malédiction et elle se révolta finalement contre ses anciens tortionnaires. Elle a des sentiments pour Saybil.
Kudo (クドー, Kudō)
Voix japonaise : Taku Yashiro, voix française : Mathias Casartelli
Un jeune homme-lézard au caractère assez hautain et têtu (au début de l'histoire) qui souhaite devenir chevalier et cherche à apprendre la magie pour devenir plus fort. Il est doué en magie de soin. Il a lui aussi un lourd passé. Enfant, il fut captif d'un cirque et soumis à de mauvais traitements, les saltimbanques le mutilant régulièrement pour distraire le public avec sa faculté de régénération. Il ne dut sa libération qu'à une catastrophe magique qui le laissa seul survivant et fut sauvé par un chevalier surnommé "Le roi dragon", qui, désormais, lui sert de modèle. 

## Productions et supports

### Light novel
La série de light novel est écrite par Kakeru Kobashiri et illustrée par Takashi Iwasaki, avec une partie des designs de personnages de Yoshinori Shizuma. Kōdansha a publié six volumes depuis août 2018 sous le label Kodansha Ranobe Bunko.
| no | Japonais         | Japonais          |
| no | Date de sortie   | ISBN              |
| -- | ---------------- | ----------------- |
| 1  | 31 août 2018     | 978-4-06-513295-1 |
| 2  | 1er mars 2019    | 978-4-06-515377-2 |
| 3  | 6 mai 2021       | 978-4-06-523116-6 |
| 4  | 2 novembre 2021  | 978-4-06-526017-3 |
| 5  | 1er avril 2022   | 978-4-06-527823-9 |
| 6  | 1er juillet 2022 | 978-4-06-528852-8 |

### Manga
Une adaptation manga dessinée par Tatsuwo est prépubliée dans le magazine Monthly Shōnen Sirius de Kōdansha le 26 juillet 2019. Cinq volumes tankōbon sont assemblés au 7 avril 2022.
| no | Japonais       | Japonais          |
| no | Date de sortie | ISBN              |
| -- | -------------- | ----------------- |
| 1  | 9 janvier 2020 | 978-4-06-518250-5 |
| 2  | 6 août 2020    | 978-4-06-520485-6 |
| 3  | 9 mars 2021    | 978-4-06-522628-5 |
| 4  | 7 octobre 2021 | 978-4-06-525122-5 |
| 5  | 7 avril 2022   | 978-4-06-527575-7 |

### Anime
En avril 2021, une adaptation en série télévisée d'animation est annoncée. La série est produite par Tezuka Productions. Elle est réalisée par Satoshi Kuwabara, qui s'occupe également des scripts de la série. Kakeru Kobashiri, l'auteur original, et Mayumi Morita sont crédités pour le scénario, tandis que les dessins de personnages sont fournis par Reina Iwasaki. Tatsuhiko Saiki compose la musique. La série est diffusée entre le 8 avril et le 1er juillet 2022 sur TBS et BS11,. La chanson thème d'ouverture Dawn of Infinity est chantée par fripSide, tandis que la chanson thème de clôture, Imprinting est chantée par ▽▲TRiNITY▲▽. Crunchyroll diffuse la série en dehors de l'Asie.

#### Liste des épisodes
| No | Titre français                           | Titre japonais             | Titre japonais                   | Date de 1re diffusion |
| No | Titre français                           | Kanji                      | Rōmaji                           | Date de 1re diffusion |
| -- | ---------------------------------------- | -------------------------- | -------------------------------- | --------------------- |
| 1  | La sorcière au bâton et le cancre        | 劣等生と杖の魔女           | Rettōsei to tsue no majo         | 8 avril 2022          |
| 2  | Ne me traite pas de traître              | 裏切り者と呼ばないで       | Uragirimono to yobanaide         | 15 avril 2022         |
| 3  | Par-delà les vapeurs                     | 湯けむりの向こうがわ       | Yukemuri no mukōgawa             | 22 avril 2022         |
| 4  | Je n'ai pas peur de mourir               | 僕は死ぬのは怖くない       | Boku wa shinu no wa kowaku nai   | 29 avril 2022         |
| 5  | Je choisirai moi-même ce qui me convient | ふさわしいかは自分で決める | Fusawashii ka wa jibun de kimeru | 6 mai 2022            |
| 6  | Reconnaître son ignorance                | 無知の知                   | Muchi no chi                     | 13 mai 2022           |
| 7  | Je ne peux rien sauver                   | 僕には何も救えない         | Boku ni wa nani mo sukuenai      | 27 mai 2022           |
| 8  | À chacun sa compensation                 | それぞれの代償             | Sorezore no daishō               | 3 juin 2022           |
| 9  | Lancer de pierre                         | 投げ込まれた石             | Nagekomareta ishi                | 10 juin 2022          |
| 10 | L'heure du goûter                        | おやつのじかん             | Oyatsu no jikan                  | 17 juin 2022          |
| 11 | Sur le pied de guerre                    | 殺す決意                   | Korosu ketsui                    | 24 juin 2022          |
| 12 | Le début de l’aventure                   | 冒険の幕開け               | Bōken no makuake                 | 1er juillet 2022      |